# Coppa CERS 1989-1990
La Coppa CERS 1989-1990 è stata la 10ª edizione dell'omonima competizione europea di hockey su pista riservata alle squadre di club. Il torneo ha avuto inizio il 3 febbraio e si è concluso il 20 giugno 1990.
Il titolo è stato conquistato dal Seregno per la prima volta nella sua storia.

## Squadre partecipanti
| Nazione        | Club          | Città               | Qualificazione                                      |
| -------------- | ------------- | ------------------- | --------------------------------------------------- |
| Francia        | ASTA Nantes   | Nantes              | 5º in 1ere Division 1989                            |
| Francia        | Coutras       | Coutras             | 3º in 1ere Division 1989                            |
| Francia        | Gujan-Mestras | Gujan-Mestras       | 4º in 1ere Division 1989                            |
| Germania Ovest | Cronenberg    | Wuppertal           | 2º in 1 Bundesliga 1989                             |
| Germania Ovest | Remscheid     | Remscheid           | 3º in 1 Bundesliga 1989                             |
| Italia         | Amatori Lodi  | Lodi                | 5º in Serie A1 1988-1989, quarti di finale play-off |
| Italia         | Novara        | Novara              | 3º in Serie A1 1988-1989, semifinale play-off       |
| Italia         | Seregno       | Seregno             | 4º in Serie A1 1988-1989, semifinale play-off       |
| Portogallo     | Barcelos      | Barcelos            | 2º in 1ª Divisão 1988-1989                          |
| Portogallo     | Benfica       | Lisbona             | 3º in 1ª Divisão 1988-1989                          |
| Portogallo     | Oliveirense   | Oliveira de Azeméis | 4º in 1ª Divisão 1988-1989                          |
| Spagna         | Barcellona    | Barcellona          | 2º in División de Honor 1988-1989                   |
| Spagna         | Piera         | Piera               | 3º in División de Honor 1988-1989                   |
| Spagna         | Reus Deportiu | Reus                | 4º in División de Honor 1988-1989                   |
| Svizzera       | Basilea       | Basilea             | 2º in Lega Nazionale A 1989                         |
| Svizzera       | Ginevra       | Ginevra             | 3º in Lega Nazionale A 1989                         |
| Svizzera       | Montreux      | Montreux            | 4º in Lega Nazionale A 1989                         |

## Risultati

### Primo turno
| Squadra 1 | Totale | Squadra 2     | Andata | Ritorno |
| --------- | ------ | ------------- | ------ | ------- |
| Remscheid | 13 - 3 | Gujan-Mestras | 9 - 2  | 4 - 1   |

### Ottavi di finale
| Squadra 1     | Totale  | Squadra 2   | Andata | Ritorno |
| ------------- | ------- | ----------- | ------ | ------- |
| Amatori Lodi  | 6 - 10  | Novara      | 5 - 0  | 1 - 10  |
| Barcellona    | 21 - 10 | Montreux    | 10 - 5 | 11 - 5  |
| Benfica       | 17 - 4  | Cronenberg  | 6 - 1  | 11 - 3  |
| Ginevra       | 9 - 5   | Basilea     | 4 - 1  | 5 - 4   |
| ASTA Nantes   | 2 - 35  | Barcelos    | 2 - 7  | 0 - 28  |
| Remscheid     | 14 - 3  | Coutras     | 10 - 2 | 4 - 2   |
| Reus Deportiu | 8 - 7   | Piera       | 5 - 3  | 3 - 4   |
| Seregno       | 12 - 11 | Oliveirense | 8 - 4  | 4 - 7   |

### Quarti di finale
| Squadra 1 | Totale | Squadra 2     | Andata | Ritorno |
| --------- | ------ | ------------- | ------ | ------- |
| Barcelos  | 10 - 5 | Ginevra       | 7 - 2  | 3 - 3   |
| Benfica   | 11 - 8 | Reus Deportiu | 8 - 5  | 3 - 3   |
| Novara    | 6 - 7  | Barcellona    | 4 - 1  | 2 - 6   |
| Remscheid | 8 - 17 | Seregno       | 6 - 6  | 2 - 11  |

### Semifinali
| Squadra 1  | Totale  | Squadra 2 | Andata | Ritorno |
| ---------- | ------- | --------- | ------ | ------- |
| Barcellona | 12 - 11 | Benfica   | 10 - 4 | 2 - 7   |
| Seregno    | 8 - 5   | Barcelos  | 5 - 2  | 3 - 3   |

### Finale
| Squadra 1 | Totale | Squadra 2  | Andata | Ritorno |
| --------- | ------ | ---------- | ------ | ------- |
| Seregno   | 10 - 9 | Barcellona | 3 - 3  | 7 - 6   |